# Fernando Falcão
Fernando Falcão is een gemeente in de Braziliaanse deelstaat Maranhão. De gemeente telt 8.765 inwoners (schatting 2009).